# پنبه‌ای
پنبه‌ای (به لاتین: Pambəyi) یک منطقهٔ مسکونی در جمهوری آذربایجان است که در شهرستان لنکران و در دهیاری اوساکوچه واقع شده‌است.